# 夜彬紫苑
夜彬紫苑（よあきら しおん、1月5日-）は、日本の女優、モデル。山形県天童市出身。舞台役者、撮影会モデルとして活動。目標は「福圓美里さん」「器用に楽しく生きること」「ニチアサに関わる仕事をすること」。東京ヤクルトスワローズのファン。サバトエンターテイメントに所属。

## 特徴
- ロングスリーパー
- 集中すると周りが見えない
- 案外話しやすい
- 猪突猛進
- 短期集中型

## 趣味
- 吉本新喜劇を観ること
- お絵描きパズル
- スパッツを地味に集める
- お笑いを観る事[1]
- 宇宙について考える事[1]
- 映画を観る事[1]

## 特技
- 誰とでも気軽に話せる
- どんなに細かいニンジンも避けて食べる
- ルージュラのモノマネが上手い

## 主な活動

### 舞台
- クリエイティブアーツ「エンブリオ[2]」（2017年5月17日 - 21日、新宿・シアターサンモール） - アンサンブル
- クリエイティブアーツ「Short Story Girls #5[3]」（2017年6月29日、目黒鹿鳴館） - 太刀川ミオ 役
- ティーゾーン「マクベス狂走曲[4]」（2017年6月13日 - 18日、ウッディシアター中目黒） - 唯 役
- 劇団空感演人「銀河旋律[5]」A班（2017年7月26日 - 31日、両国・Air studio） - ヒロイン・春山はるか 役
- アリスインプロジェクト「終わらない歌を少女はうたう[6]」星組（2017年9月13日 - 18日、新宿村LIVE） - 伊舎那 役
- 劇団空感演人「火の風にのって[7]」B班（2017年10月11日 - 16日、両国・Air studio） - 牧野澄子 役
- フライドBALL企画「マクラが終われば」（2017年12月21日 - 24日、高円寺・明石スタジオ） - 主演・内藤春 役
- アリスインプロジェクト「ゼロヨンヨンの終電車2018[8]」A組（2018年1月10日 - 14日、新宿村LIVE） - ワグナー 役
- 劇団ヘロヘロQカムパニー「舞台版・無限の住人～完結編～[9]」（2018年5月13日 - 22日、新宿・スペースゼロ） - アンサンブル
- VACAR ENTERTAINMENT「チェンジオブワールド2018[10]」Aチーム（2018年6月19日 - 24日、新宿村LIVE） - 橘ちか子 役
- アリスインプロジェクト「アリスインデッドリースクール楽園[11]」風組（2018年8月8日 - 19日、池袋・シアターKASSAI） - 猪狩薫 役
- アリスインプロジェクト「ともだちインプット[12]」月組（2018年11月7日 - 18日、池袋・シアターKASSAI） - クロト 役
- アリスインプロジェクト「ドナー・イレブン[13]」（2018年12月22日 - 30日、池袋・シアターKASSAI） - 成瀬葛 役
- アリスインプロジェクト「DANCE! DANCE! DANCE! オルタナティブ[14]」（2019年2月9日 - 17日、池袋・シアターKASSAI） - 愛宕美桜 役
- アリスインプロジェクト「アイガク2019[15]」（2019年3月19日 - 27日、池袋・シアターKASSAI） - アデル 役
- 劇団☆ディアステージ×トキヲイキル「四月の霊」東京公演[16]（2019年4月26日 - 29日、新大久保・R'sアートコート） - 大津明美 役
- ぼくホラ「FINAL GIRL vol.04 『魔物とのジューンブライドからの脱出』[17]」（2019年6月9日、高円寺・TheaterCafe＆Dining Proscenium）
- アリスインプロジェクト「真約・魔銃ドナー[18]」（2019年8月7日 - 18日、池袋・シアターKASSAI） - エリー 役
- アリスインプロジェクト「アリスインデッドリースクール コネクト[19]」（2019年11月7日 - 10日、新宿村LIVE） - 界原依鳴 役
- 神田時来組「次郎長、渡世人辞めるってよ[20]」（2019年12月11日 - 15日、六本木・俳優座劇場） - 早苗 役
- ぼくホラ「FINAL GIRL vol.06 『囚われた美しきサンタクロース』[21]」（2019年12月22日、高円寺・TheaterCafe＆Dining Proscenium）
- MAGES.「時空警察SIG-RAIDER 〜刻醒（エヴェイユ）〜[22]」空組（2020年2月29日 - 3月8日、新宿・シアターブラッツ） - 黒田瑞穂 役
- エッグスター「ゴースト・レストラン」A班（2020年7月16日 - 20日、両国・Air studio） - レイ 役
- 劇団皇帝ケチャップ「春に思い出す、夏の君はもう遠く[23]」team夏（2020年9月9日 - 13日、池袋・シアターKASSAI） - 烏山藍琉 役
- LIVEDOG「DOG'S[24]」Team BONE（2021年2月19日 - 28日、中目黒キンケロ・シアター） - ココ 役
- feather stage「THE END OF 通勤急行大爆破[25]」Bチーム（2021年5月29日 - 6月6日、池袋・シアターKASSAI） - 早坂千里 役
- オフィスBJ『ライナスの毛布』（2021年10月13日 - 17日、新三河島・キーノートシアター）
  - 「夢で逢いましょう」 - 深町アザミ 役[26]
  - 「コールドスリープ」 - ニシナガナナ 役
- Fockers「サブスクリプション」（2022年11月9日 - 13日、新宿シアターミラクル） - 蜜柑 役[27]
- feather stage「ゼロヨンヨンの終電車2023[28]」（2023年1月25日 - 29日、池袋・シアターKASSAI） -  唐沢樹錬 役

### ネット配信
- オンライン・ラジオシネマ「Greif[29]」（2020年5月2日、アイエス・フィールド）
  - 再演（2020年5月17日）[30]
- アリスインプロジェクト『ドナーイレブン&秋フェスオンライン』（2020年10月1日 - 11日、ZAIKO）[31]
  - オンライン心理バトル「ドナーイレブン」～リモートコンサルテーション～（2020年10月1日 - 11日）
  - 「舞台上映&キャストトーク」（2020年10月5日）
  - 「ワークショップ生配信」（2020年10月8日）
- アイエス・フィールド「マリッジディープブルー」（2020年12月8日 - 11日） - スーリ 役
- アリスインプロジェクト『アイガク2021&デッドリー永遠フェス』（2021年2月26日 - 3月21日、ZAIKO）[32]
  - 「デッドリー永遠・大百科」（2021年2月27日）
  - 2チーム対抗戦の真剣バトル 「アイガク・バトラーズ」（2021年3月20日）
- アリスインプロジェクト『アイガク!夏フェス・オンライン2021』「アイガク・バトラーズ」（2021年7月30日 - 31日、ZAIKO）[33]

### 撮影会
- マシュマロ撮影会、チェリッシュ撮影会にて定期的にモデル活動を行っている。（現在は活動休止中）